# Kei Takase
Kei Takase (jap. 高瀬慧 Takase Kei; ur. 25 listopada 1988 w Shizuoce) – japoński lekkoatleta.

## Lata młodości
Lekkoatletykę zaczął trenować po rozpoczęciu szkoły średniej. Absolwent uniwersytetu Juntendo.

## Kariera
W 2011 zdobył złoty medal mistrzostw Azji w sztafecie 4 × 400 m. W 2012 wystartował na igrzyskach olimpijskich w biegu na 200 m oraz sztafecie 4 × 400 m. W pierwszej konkurencji odpadł w półfinale, zajmując ostatnie, 8. miejsce w swoim biegu z czasem 20,70 s, natomiast sztafeta z jego udziałem odpadła w pierwszej rundzie, plasując się na ostatniej, 6. pozycji w swoim biegu eliminacyjnym z czasem 3:03,86 s. W 2013 wywalczył dwa medale mistrzostw Azji: srebrny w sztafecie 4 × 100 m oraz brązowy w biegu na 200 m. W 2014 zdobył dwa medale igrzysk azjatyckich: srebrny w sztafecie 4 × 100 m i brązowy w biegu na 100 m. W 2015 wystąpił na mistrzostwach świata, na których został sklasyfikowany na 24. pozycji w biegu na 200 m i 25. na 100 m. W 2016 wystartował na igrzyskach olimpijskich, na których zajął 55. miejsce w biegu na 200 m.
W 2012 roku został mistrzem Japonii na 200 m z czasem 20,42 s. W 2013 roku wywalczył brązowe medale mistrzostw kraju na 100 i 200 m. W 2014 roku został wicemistrzem Japonii na 200 m z czasem 20,63 s. W 2015 roku został mistrzem kraju na 100 m i wicemistrzem na 200 m. W 2016 został wicemistrzem Japonii na 200 m.

## Rekordy życiowe
Na podstawie:
- 100 m – 10,09 s (Kawasaki, 10 maja 2015)
- 200 m – 20,14 s (Kumagaya, 17 maja 2015)
- 300 m – 32,39 s (Izumo, 20 kwietnia 2014)
- 400 m – 46,46 s[20] (Marugame, 6 czerwca 2010)[21]